# Sfaturile unui diavol bătrân către unul mai tânăr
Sfaturile unui diavol bătrân către unul mai tânăr sau Scrisorile lui Zgândărilă (în engleză The Screwtape Letters) este un roman de apologetică creștină al scriitorului britanic C.S. Lewis dedicat prietenului său J.R.R. Tolkien. Lucrarea este scrisă în stilul unei satire sub forma unor scrisori adresate de unchiul Sfredelin nepotului său Amărel. Romanul a fost publicat pentru prima dată în februarie 1942.

## Rezumat
Romanul este compus dintr-o serie de lecții despre importanța credinței active a unui creștin prin exemplul unei vieți umane obișnuite, prezentată din perspectiva diavolilor. Pe parcursul romanului, Sfredelin acționează ca un mentor pentru nepotul său nepriceput și incompetent, Amărel.
Pe parcursul celor 31 de scrisori, Sfredelin oferă sfaturi și îndemnuri pentru a diminutiva cuvântul lui Dumnezeu și a promova abandonarea sa de către „Pacient” (omul pe care Amărel îl ispitește; numele său nu este menționat în roman), alături de observații și opinii despre natura umană și Biblie. 
Dialogul evidențiază primejdiile care îl așteaptă pe cel ce își dorește o viață creștină și cuprinde sfaturi despre cum să-l țină diavolii departe de orice intenție serioasă de a se ruga iar când nu reușeșc despre cum să încerce „proasta orientare a intențiilor lui”. Se au în vedere mai ales greșelile mici făcute cu ritmicitate fiindcă „funia alunecoasă și moale a micilor păcate zilnice este preferabilă”. Ispita desfrânării este recomandată, de exemplu, abia în scrisoarea a IX-a.
Citită în perspectivă inversă cartea este o mustrare a creștinilor „căldicei” (Apoc. 3,14) descriși de  demonul Sfredelin ca „oameni de lume cu o neostoită poftă pentru deriziune, care fără să fi comis vreun păcat spectaculos se îndreaptă senini și-n pas de promenadă spre casa Tatălui Nostru”, unde Tatăl lor este bineînțeles Lucifer. Dumnezeu este  numit în carte „Dușmanul”.
După aproape un secol de la publicare sfaturile își păstrează actualitatea. Dacă nu pot fi împiedicați și oamenii devin creștini atunci să recomandă blocarea lor în starea „creștinismul și....” adică Creștinismul și Criza, Creștinismul și vindecarea prin Credință, Creștinismul și Noua Psihologie etc. ”Dacă trebuie să fie creștini, măcar să mai fie și altceva pe deasupra. Să îmbrătișeze în locul credinței în sine, vreo modă cu nuanță creștină”. Este vizată și mania oamenilor pentru nou fiindcă „goana după nou aduce după sine mai multe avantajeː... scade nevoia și crește dorința (...) cu cât e mai vorace dorința, cu atât va epuiza mai curând sursele inocente de plăcere și va trece la cele pe care Dușmanul le interzice”
Din punctul de vedere al lui Sfredelin, egoismul, avariția și setea pentru putere sunt singurele trăsături „bune”, și nici măcar diavolul nu poate înțelege iubirea lui Dumnezeu pentru om sau virtutea umană.
Deznodământul, privit din prisma veșniciei, este unul fericit. Deși pentru diavoli „Pacientul” e doar o „sursă de hrană”  urmărind, așa cum ei înșiși recunosc, ca „prin digerarea sinelui lui să ni-l mărim pe al nostru”, totuși după ce acesta moare în timpul unui bombardament german este purtat de îngeri în Împărăția cerurilor ca o încununare a luptei cele bune pe care a dus-o de la convertirea sa.
Romanul epistolar, scris cu foarte mult umor, este un avertisment adresat omenirii sceptice care pentru a depăși deziluziile celui de Al Doilea Război Mondial a îmbrățișat o nouă religie a științei, psihanalizei și a forței vitale uitând pe cel care a spus „Eu sunt Calea, Adevărul și Viața” (Ioan 14,6).